# Fernando Alonso (dançarino)
Fernando Alonso (Havana, 17 de dezembro de 1914 - Havana, 27 de julho de 2013) foi um bailarino cubano e fundador da Escola Cubana de Balé e do Cuban National Ballet.
Iniciou a carreira em 1935 na Companhia Mordking Balé e em 1940 foi contratado pelo American Ballet Theatre (ABT). Alonso e sua esposa, Alicia Alonso, fundaram um grupo denominado de Ballet Alicia Alonso (em 1948) e anos depois este grupo transformou-se no Cuban National Ballet.
Em 2000. Alonso recebeu o Prêmio Nacional de Dança de Cuba, maior honraria cubana para dancarinos e em 2008, no Teatro Bolshoi de Moscou, foi agraciado com o prêmio Benois da danse, considerado o Oscar da dança.